# Little 15
Little 15 är en låt av den brittiska gruppen Depeche Mode. Det är gruppens tjugoförsta singel och den fjärde och sista från albumet Music for the Masses. Singeln släpptes den 16 maj 1988 och nådde som bäst 60:e plats på den brittiska singellistan.
"Little 15" handlar om en mogen kvinna som attraheras av en 15-årig pojke. Han representerar hennes sedan länge svunna ungdom, en ungdom som hon genom honom försöker återerövra. Musikvideon regisserades av Martyn Atkins och filmades i Trellick Tower i London.

## B-sidans låtar
"Stjärna" (felstavad "St. Jarna" på konvolutet), komponerad av Martin Gore och framförd av Alan Wilder.
"Månskenssonaten", komponerad av Ludwig van Beethoven och framförd av Alan Wilder.

## Utgåvor och låtförteckning

### 7": Mute / Little15 (UK)
1. "Little 15" – 4:16
2. "Stjärna" – 4:25

### 12": Mute / 12Little15 (UK)
1. "Little 15" – 4:16
2. "Stjärna" – 4:25
3. "Moonlight Sonata No. 14" – 5:36

### CD: Mute / CDLittle15 (UK)
1. "Little 15" – 4:16
2. "Stjärna" – 4:25
3. "Moonlight Sonata No. 14" – 5:36